# Good Morning, Friend
Good Morning, Friend (2004) je osmým albem Roberta Křesťana a Druhé trávy. Obsahuje tři původní instrumentálky a 12 písní anglicky zpívaných písní. Kromě When Death Does Us Apart s Křesťanovým textem a melodií Luboše Maliny, která v české verzi jako Až nás smrt rozdělí vyšla na albu 1775 básní Emily Dickinsonové (2002), jde o coververze písní známých amerických písničkářů. Album je primárně určeno pro americké posluchače.
Album bylo nahráno bezprostředně po obnovení Druhé trávy s novými členy Petrem Surým a Emilem Formánkem a po albech s hostujícími bubeníky se kapela vrací k akustickému projevu.

## Písně
1. Good Morning, Friend (Johnny Cash)
2. Ring Them Bells (Bob Dylan)
3. What It Is (Mark Knopfler)
4. Hold On (Tom Waits)
5. Fall Farm (Luboš Malina)
6. Sitting On The Top Of The World (tradicionál)
7. The Holy Wells Of Old Ireland (Peter Rowan)
8. Ossian (Luboš Malina)
9. Going' To Acapulco (Bob Dylan)
10. The Speedway At Nazareth (Mark Knopfler)
11. Caurea (Luboš Novotný)
12. Bad Moon Rising (John Fogerty)
13. When Death Does Us Apart (Luboš Malina / Robert Křesťan)
14. Lily Of The West (americká lidová)
15. Nobody Loves Anybody Anymore (Kris Kristofferson)

Instrumentální skladba Ossian vyšla již na albu Starodávný svět (1994) jako přídavek ke stejnojmenné písni, která je překladem The Holy Wells Of Old Ireland, tedy podobně jako na tomto albu; Ring Them Bells Boba Dylana Robert Křesťan přeložil a česky nahrál na Dylanovky (2007) jako Zvoní zvony, píseň Hold On v Křesťanově překladu skupina nahrála na album Díl první (2020).

## Nahráli

### Druhá tráva
- Robert Křesťan – zpěv, mandolína
- Luboš Malina – banjo "Průcha", whistle "Overton" (8), klarinet (9)
- Luboš Novotný – dobro, zpěv (1)
- Emil Formánek – kytara, zpěv
- Petr Surý – akustický a elektrický kontrabas, zpěv (1)

### Hosté
- Silvia Josifoská – zpěv
- Zuzana Suchánková – zpěv
- Charlie McCoy – foukací harmonika
- Stano Palúch – housle
- Los Novtnoy